# Битка за Теслић (1994)
Битка за Теслић (1994) је био напад од стране Армије Републике Босне и Херцеговине ради заузимања Теслића, Бање Врућице и околних села. Битка је трајала од 3. до 11. октобра 1994. Војска Републике Српске је покренула контранапад 10. и 11. октобра којим је успјешно одбранила град и околна села.

## Ток напада
У Тешањско-Маглајској енклави АРБиХ у саставу 7. ТГ ''Југ'' до средине 1994. године (односи се на 2. корпус а потом 3. корпус АРБиХ) обухвата четири бригаде и један самостални батаљон. На североистоку енклаве налази се још 110. бригада ХВО ''Усора'' (држана до муслиманске стране) са 2.000 људи. Са потписивањем муслиманско-хрватског мира, српска страна схвата да пријети опасност за град Теслић.
Српска страна схвата да пријети опасност за град Теслић, јер је био свега 7 км од линије фронта, те се 1. крајишком корпусу ВРС јавља опасност од фронта према западу. Војска Републике Српске је била спремна да брани Теслић, Бању Врућицу са околним насељима и то ће и оправдати. Најмоћнији до сад и добро припремљен напад на Теслић почиње 3. октобра и траје мало више од недељу дана. У напад је укључена Оперативна група Север 3. корпуса АРБиХ. Напад започиње 202. брдска бригада АРБиХ и напада положаје 1. теслићке бригаде, напредује до предграђа Теслића и Бања Врућице и заузима врх Хусар. АРБиХ артиљеријским нападима гађа насеља у близини Теслића, срећом нису могли да нанесу велику штету, јер ВРС није дозволила непријатељу да се приближи граду Теслићу. Контраофанзивом 10. и 11. октобра ВРС враћа изгубљене линије те муслиманске борце враћа на почетне положаје. И тиме је сачувала Теслић од потенционалних напада до краја рата.